# Добродеев, Борис Тихонович
Бори́с Ти́хонович Доброде́ев (28 апреля 1927, Воронеж, СССР — 23 сентября 2022, Россия) — советский сценарист. Заслуженный деятель искусств РСФСР (1985). Лауреат Ленинской премии (1982) и Государственной премии РСФСР имени братьев Васильевых (1977).

## Биография
Родился 28 апреля 1927 года в Воронеже в семье врача Тихона Логиновича Добродеева. Мать Юлия Яковлевна была немкой (урождённая Лампартер). Дядя — немецкий поэт Отто Реннефельд.
Школу окончил в Тбилиси. В 1949 году окончил сценарный факультет ВГИКа (среди его однокурсников был Александр Володин). В студенческие годы подрабатывал внештатным спецкором в газете «Комсомольская правда». В период «малокартинья» был направлен на «Мосфильм», где прошёл путь от одного из четырёх редакторов и затем старшего редактора (с 1952 года) сценарно-редакционного отдела (которым руководил Константин Кузаков) до заместителя главного редактора этой студии. Также работал на киностудии «Венфильм» шеф-драматургом.
С 1957 года работал сценаристом. Проработал в кинематографе почти 60 лет. Участвовал в создании более 80-ти художественных и полнометражных документальных картин.
Скончался 23 сентября 2022 года на 96-м году жизни.

## Семья
Есть два сына: Дмитрий и Олег.

## Работы
Из его сценарных работ в художественном кино:
- «Первый учитель». В соавторстве с Ч. Т. Айтматовым (по мотивам одноимённой повести). Режиссёр А. С. Кончаловский. Приз Международного Венецианского фестиваля (1965).
- «Материнское поле». В соавторстве с Ч. Т. Айтматовым (по мотивам одноимённой повести). Режиссёр Г. С. Базаров (1967).
- «Красный дипломат. Страницы жизни Леонида Красина». Режиссёр С. Д. Аранович (1971).
- «Жизнь Бетховена» (две серии). Режиссёр Б. Д. Галантер (1979).
- Телесериал «Карл Маркс. Молодые годы». В соавторстве с А. Б. Гребневым. Режиссёр Л. А. Кулиджанов (1980).
- «Особо важное задание» (две серии). В соавторстве с П. А. Попогребским. Режиссёр Е. С. Матвеев. В основе фильма — драматическая история создания легендарного ильюшинского штурмовика «Ил-2» (1980).
- Телесериал «Софья Ковалевская». В соавторстве с Д. Василиу. Режиссёр А. Г. Шахмалиева. О трудной судьбе выдающегося учёного-математика, одной из первых русских женщин, пришедших в науку (1985).
- Телесериал «Раскол». В соавторстве с Д. Василиу. Режиссёр С. Н. Колосов. Фильм о драме русской социал-демократии и о её историческом поражении на II съезде РСДРП, приведшем потом к победе большевизма в России (1993).

Работал в неигровом кино. По написанным им сценариям создано несколько десятков документальных картин, в основном в историко-биографическом жанре. Это фильмы о композиторах Бетховене, Бородине и Шостаковиче, о писателях Горьком и Эренбурге, об учёных Менделееве и Губкине, о государственных и политических деятелях Красине, Коллонтай, Фрунзе, о лётчике Чкалове и авиаконструкторе Ильюшине. Несколько документальных картин по сценариям Б. Добродеева посвящены антифашистам 1930-х годов, событиям Гражданской войны в Испании. Многие документальные фильмы по его сценариям получили международное признание. Среди них:
- «Друг Горького — Андреева» — об актрисе и общественном деятеле М. Ф. Андреевой. Главная премия Международного кинофестиваля в Лейпциге «Золотой голубь» (1966).
- «Люди земли и неба» — о лётчике-испытателе, Герое Советского Союза Ю. Гарнаеве. Премия «Серебряный голубь» на Международном кинофестивале в Лейпциге (1968).
- «Это беспокойное студенчество» — о студенческих бунтах 1968 года. Приз Международного Союза студентов на кинофестивале в Лейпциге (1974).
- «Девять дней и вся жизнь» — о враче Л. С. Соболевой, спасавшей людей во время трёх вспышек чумы. Главный приз на Международном кинофестивале в Оберхаузене (1979).
- «Девятая высота» — о героях строек Сибири (1977).
- «Поют самолёты» — об авиаконструкторе С. В. Ильюшине. Приз Всемирного Совета мира на Международном кинофестивале в Лейпциге (1980).
- «Альтовая соната. Дмитрий Шостакович» (1981, 1987)
- «Воспоминания о Павловске» — о жизни директора дворца под Петербургом Зеленовой, о тех, кто трудился над его восстановлением (1983). Главные призы на Международных кинофестивалях в Оберхаузене, Кракове и Тампере (1983). Был номинирован на премию «Оскар» Американской академии киноискусства (1985).
- «Мы не сдаёмся, мы идём» — об интернациональном доме в Иваново и о судьбах его воспитанников. Специальный приз на Международном кинофестивале в Лейпциге (1984), Государственная премия СССР за 1984 год. Б. Добродеев был представлен к Госпремии СССР в числе других создателей этой киноленты, но не смог получить её, так как по существовавшему тогда регламенту после получения предыдущей премии (Ленинской) в течение трёх лет не мог быть награждён другой.
- «Тревожное небо Испании» — о советских лётчиках-добровольцах, участниках Гражданской войны в Испании 1936—1938 годов (1985).
- Фильм «Горький. Последние годы» был в 1968 году запрещён к показу и пролежал на полке почти 20 лет. В 1987-м году он был среди первых картин, награждённых отечественной кинопремией «Ника».

В дальнейшем Б. Добродеев активно работал в области телевидения. По его сценариям сняты полнометражные документальные фильмы:
- «Между долгом и чувством» — второй фильм об А. Коллонтай и о её дипломатической деятельности (2001)[6].
- «Загадки Рихарда Зорге» (две серии), в соавторстве с Д. Василиу (2003).
- «Возмутитель спокойствия. Леонид Соловьёв» — о трагической судьбе писателя, автора популярной повести о Ходже Насреддине (2006)[7].
- «Верность памяти солдата. Григорий Чухрай» (2008).
- «Негромкое кино Бориса Барнета» — о непростой судьбе мастера с мировым именем, не вписавшегося в сталинское кино (2009).
- «Генерал Дуглас. Прерванный полёт» — о командире военно-воздушных сил СССР в 1930-е годы, дважды Герое Советского Союза Якове Смушкевиче, сражавшемся в Испании и на Халхин-Голе (2010).
- «Сказки венского леса» — об истории киностудии «Венфильм-ам-Розенхюгель», работавшей в годы оккупации Австрии под руководством советской администрации (2011).
- «„Мосфильм“ на ветрах истории. От Сталина к Хрущёву. Заметки очевидца» (2016)[2].
- «Театр Валентины Токарской. История одной удивительной судьбы» (2019).
- «Кастуся и Виталий» — об актёрах, семейной паре, Констанции Роек и Виталии Доронине (2020).
- «Сюжеты вокруг сюжетов. Брат мой — враг мой» — о Якове Свердлове и Зиновии Пешкове (2021).

Автор книги воспоминаний «Было — не было…» (2010, ISBN 978-5-91631-069-6).

## Награды и премии
- Орден «За заслуги перед Отечеством» III степени (18 мая 2022 года) — за большой вклад в развитие отечественной культуры и многолетнюю плодотворную деятельность[9].
- Орден Дружбы (2017)[10][11].
- Орден «Знак Почёта» (1981).
- Заслуженный деятель искусств РСФСР (21 октября 1985 года) — за заслуги в области советского киноискусства[12].
- Ленинская премия (1982) — за сценарий фильма «Карл Маркс. Молодые годы» (1980).
- Государственная премия РСФСР имени братьев Васильевых (1977) — за сценарий документального фильма «Девятая высота» (1976).
- Государственная премия УССР имени Т. Г. Шевченко (1985) — за сценарий документального фильма «Тревожное небо Испании» (1985).